# Per Herrey
Per Michael Herrey (født 9. august 1958 i Enköping, Sverige), er en svensk komponist og musiker og var med i Herreys, som vandt Det europæiske Melodigrandprix i 1984 med Diggi-loo diggi-ley.
Senere blev han ansat som forbundsjurist i Svenska musikerförbundet.